# ジョン・ロスマン
ジョン・ロスマン（John Rothman,  1949年6月3日 - ）は、アメリカ合衆国の俳優である。

## 来歴
1949年、メリーランド州ボルティモアに生まれる。1980年にウディ・アレン監督の『スターダスト・メモリー』で映画デビューしてから俳優としてのキャリアをスタートさせた。その後も様々なテレビドラマや映画へ出演し、1982年に出演した『ソフィーの選択』と、1984年に出演したコメディ映画『ゴーストバスターズ』では、両方の映画で図書館員を演じている。
2006年にはアメリカ同時多発テロ事件で実際に起きたユナイテッド航空93便テロ事件を題材にした映画『ユナイテッド93』へ出演し、実際に同機へ搭乗し、テロに巻き込まれて犠牲となったエドワード・P・フェルトを演じている。俳優のグレン・シャディックスははとこにあたる。

## 出演作品

### 映画
- スターダスト・メモリー Stardust Memories (1980)
- ソフィーの選択 Sophie's Choice (1982)
- カメレオンマン Zelig (1983)
- How to Be a Perfect Person in Just Three Days (1983)
- ゴーストバスターズ Ghost Busters (1984)
- カイロの紫のバラ The Purple Rose of Cairo (1985)
- 心みだれて Heartburn (1986)
- タイム・リミットは午後3時 Three O'Clock High (1987)
- ハロー・アゲイン Hello Again (1987)
- ビッグ Big (1988)
- THE BOOST/引き裂かれた愛 The Boost (1988)
- いくつもの朝を迎えて See You in the Morning (1989)
- ワンナイト・オブ・ブロードウェイ Bloodhounds of Broadway (1989)
- 裁かれた壁～アメリカ・平等への闘い～ Separate But Equal (1991) ※テレビ映画
- The Boy Who Cried Bitch (1991)
- Mamma ci penso io (1992)
- フライング・ピクルス The Pickle (1993)
- ゲティスバーグ Gettysburg (1993)
- 最高の恋人 Mr. Wonderful (1993)
- コピーキャット Copycat (1995)
- チャンス! The Associate (1996)
- ジングル・オール・ザ・ウェイ Jingle All the Way (1996)
- ピクチャー・パーフェクト 彼女が彼に決めた理由〈わけ〉Picture Perfect (1997)
- 敵対水域 Hostile Waters (1997) ※テレビ映画
- ザ・ブレイク A Further Gesture (1997)
- ディアボロス/悪魔の扉 Devil's Advocate (1997)
- コーザ・ノストラ Witness to the Mob (1998) ※テレビ映画
- マーシャル・ロー The Siege (1998)
- 裏窓 Rear Window (1998) ※テレビ映画
- Two Ninas (1999)
- 24ナイツ 24 Nights (1999)
- メアリーとローダ/再就職も楽じゃない!? Mary and Rhoda (2000) ※テレビ映画
- ディナーラッシュ Dinner Rush (2000)
- ポロック 2人だけのアトリエ Pollock (2000)
- ギリーは首ったけ Say It Isn't So (2001)
- プランB Plan B (2001)
- ニューヨークの恋人 Kate & Leopold (2001)
- 運命の女 Unfaithful (2002)
- シリコンバレーを抜け駆けろ! The First $20 Million Is Always the Hardest (2002)
- デアデビル Daredevil (2003)
- ムースポート Welcome to Mooseport (2004)
- Knots (2004)
- ドア・イン・ザ・フロア The Door in the Floor (2004)
- ハッカビーズ I Heart Huckabees (2004)
- TAXI NY Taxi NY (2004)
- ブルックリン・ロブスター Brooklyn Lobster (2005)
- リンガー! 替え玉選手権 The Ringer (2005)
- ユナイテッド93 United 93 (2006)
- プラダを着た悪魔 The Devil Wears Prada (2006)
- ザ・ホークス ハワード・ヒューズを売った男 The Hoax (2006)
- アフター・ザ・レイン Dark Matter (2007)
- デイ・ゼロ Day Zero (2007)
- 帰らない日々 Reservation Road (2007)
- 魔法にかけられて Enchanted (2007)
- New York 結婚狂騒曲 The Accidental Husband (2008)
- 脳内ニューヨーク Synecdoche, New York (2008)
- The Understudy (2008)
- 地球が静止する日 The Day the Earth Stood Still (2008)
- 恋する宇宙 Adam (2009)
- グレタ Greta (2009)
- Choose (2011)
- ゲーム・チェンジ 大統領選を駆け抜けた女 Game Change (2012) ※テレビ映画
- リンカーン/秘密の書 Abraham Lincoln: Vampire Hunter (2012)
- ヒッチコック Hitchcock (2012)
- Northern Borders (2013)
- That Awkward Moment (2014)
- Affluenza (2014)
- ザ・レポート The Report (2019)

### テレビドラマ
- Ryan's Hope (1981)
- Nurse (1982)
- フロム・ザ・ダークサイド Tales from the Darkside (1985, 1987)
- 私立探偵スペンサー Spenser: For Hire (1987)
- ロー&オーダー Law & Order (1990, 1992, 2003, 2010)
- スティーヴン・キングのゴールデン・イヤーズ Golden Years (1991)
- NYPDブルー NYPD Blue (1993)
- Dellaventura (1998)
- フロム・ジ・アース/人類、月に立つ From the Earth to the Moon (1998)
- トリニティ Trinity (1999)
- サード・ウォッチ Third Watch (1999)
- 100 Centre Street (2001)
- アレステッド・ディベロプメント Arrested Development (2004)
- Judging Amy (2005)
- Conviction (2006)
- レスキュー・ミー NYの英雄たち Rescue Me (2006)
- ガイディング・ライト The Guiding Light (2007, 2009)
- ダメージ Damages (2009)
- LAW & ORDER: クリミナル・インテント Law & Order: Criminal Intent (2009)
- Bored to Death (2010)
- The Onion News Network (2011)
- プライベート・プラクティス 迷えるオトナたち Private Practice (2011)
- Hindsight News (2011)
- カオス Chaos (2011)
- ホワイトカラー White Collar (2012)
- ブルーブラッド 〜NYPD家族の絆〜 Blue Bloods (2012)
- LAW & ORDER:性犯罪特捜班 Law & Order: Special Victims Unit (2014)
- エレメンタリー ホームズ&ワトソン in NY Elementary (2014)
- The Mysteries of Laura (2014)